# Луна-де-Сус
Луна-де-Сус (рум. Luna de Sus) — село у повіті Клуж в Румунії. Входить до складу комуни Флорешть.
Село розташоване на відстані 329 км на північний захід від Бухареста, 13 км на захід від Клуж-Напоки.

## Населення
За даними перепису населення 2002 року у селі проживали 2058 осіб.
Національний склад населення села:
| Національність | Кількість осіб | Відсоток |
| -------------- | -------------- | -------- |
| угорці         | 1268           | 61,6%    |
| румуни         | 744            | 36,2%    |
| цигани         | 44             | 2,1%     |

Рідною мовою назвали:
| Мова      | Кількість осіб | Відсоток |
| --------- | -------------- | -------- |
| угорська  | 1285           | 62,4%    |
| румунська | 758            | 36,8%    |
| циганська | 13             | 0,6%     |